# Ane Riel
Ane Riel (født Ane Brahm Lauritsen, 25. september 1971 i Aarhus) er en dansk skønlitterær forfatter.
Hun har skrevet romanerne Urværk (2021), Bæst (2019), Harpiks (2015) og Slagteren i Liseleje (2013). For disse har Ane Riel vundet syv priser og været nomineret til fjorten. Senest har hun udgivet novellesamlingen Små stød (2023). Inden hun blev romanforfatter, udgav Riel en række børnebøger, herunder skolebøger om malerkunst, arkitektur og kunstneren Storm P.
Hendes fire romaner er alle skrevet og udgivet som skønlitterære værker. De to første romaner har dog det tilfælles, at de samtidig blev budt indenfor og præmieret af krimigenren.
Debutromanen Slagteren i Liseleje (2013) blev således tildelt Det danske kriminalakademis debutantpris i 2014. Herefter blev den solgt til Tyskland og Norge. Bogen udkom oprindeligt på forlaget Tiderne Skifter, og i 2019 blev den genudgivet på Lindhardt og Ringhof.
Det var med efterfølgeren Harpiks, at Riel for alvor trådte ind på den litterære scene og gjorde sig bemærket ud over landets grænser.
Harpiks (2015) er solgt til foreløbig 30 lande bl.a. Tyskland, England, Frankrig, Spanien, Polen og Kina. Romanen har vundet en række danske og udenlandske priser (se listen nedenfor) – herunder Glasnøglen, som gives for Skandinaviens bedste spændingsroman, samt Gulllkulen og Den Gyllene Kofoten. Aviser som The Telegraph, The Daily Express og The Guardian har alle haft den på deres liste over årets bedste bøger.
Ligesom forgængeren udkom Harpiks oprindeligt på forlaget Tiderne Skifter og blev genudgivet på Lindhardt og Ringhof i 2019 – og igen blev begge bøger udgivet som skønlitterære romaner.
Harpiks danner endvidere forlæg til en biograffilm med bl.a. Peter Plaugborg, Ghita Nørby og Sofie Gråbøl på rollelisten. Filmen er instrueret af Daniel Borgman og produceret af Zentropa og Adomeit Film. Den havde verdenspremiere på Toronto Film Festival i 2019.
Riels tredje roman, Bæst, udkom i efteråret 2019. Dette er en episk roman med referencer til bl.a. John Steinbecks forfatterskab. Bæst er solgt til foreløbig seks lande lande og har desuden været nomineret til to priser i henholdsvis Danmark og Holland. I 2020 var Beest (Bæst) blandt sommerens tre bedste bøger ifølge den belgiske avis De Standaard.
Urværk, Ane Riels fjerde skønlitterære roman, udkom i juni 2021 på Lindhardt og Ringhof. Den er solgt til udgivelse i flere lande og foreløbig udkommet på hollandsk, finsk og senest fransk. I Holland blev den i 2022 shortlisted til en pris.
Novellesamlingen Små stød udkom i april 2023.
Riel er datter af illustrator Mette Brahm Lauritsen og advokat Poul H. Lauritsen. Hun blev i 2002 gift med jazzmusikeren Alex Riel.

## Priser
Modtagne priser:
- 2014; Det Danske Kriminalakademis debutantpris (DK) – for Slagteren i Liseleje
- 2016; Niels-prisen / Tidl. kulturminister Niels Matthiassens Mindelegat (DK) – kulturpris for forfatterskabet[13]
- 2016; Harald Mogensen-prisen (DK) – for Harpiks[14]
- 2016; Glasnøglen (Skandinavien) – for Harpiks[15]
- 2017; Den Gyllene Kofoten (SE) – for Harpiks (Kåda) [16]
- 2017; Gullkulen (NO) – for Harpiks (Harpiks) [17]
- 2019; The ThrillZone Award (UK) – for Harpiks (Resin)[18]

Nomineringer:
- 2022; Shortlisted til The ThrillZone Award (NL) – med Urværk (Uurwerk)[19]
- 2020; Nomineret til The Dublin International Literary Award (Int) – med Harpiks (Resin)[20]
- 2020; Nomineret til Martha Prisen / Danskernes yndlingsforfatter (DK) – med Bæst[21]
- 2020; Nomineret til The ThrillZone Award (NL) – med Bæst (Beest) [22]
- 2019; Shortlisted til The Petrona Award (UK) – med Harpiks (Resin)[23]
- 2016; Nomineret til Læsernes Bogpris (DK) – med Harpiks[24]
- 2016; Finalist til DR Romanprisen (DK) – med Harpiks[25]

## Eksterne links
- Officielle hjemmeside
- Ane Riel på Forfatterweb.dk
- Ane Riel på Bibliografi.dk
- Oversigt af litteraturpriser på litteraturpriser.dk